# Feodora zu Solms
Feodora Hedwig Luise Victoria Alexandra Marie Gräfin zu Solms, 1° voto Schenk, 2° voto von Auersperg (ur. 5 kwietnia 1920 w Baruth/Mark, zm. 23 marca 2006 w Wiedniu) – niemiecka arystokratka, w młodości lekkoatletka, specjalistka skoku wzwyż, medalistka mistrzostw Europy z 1938.

## Życiorys
Była córką Friedricha zu Solms-Baruth, księcia Solms-Baruth, właściciela zamku w Kliczkowie, późniejszego współpracownika Kręgu z Krzyżowej. W 1942 poślubiła Gerta Schenka, austriackiego przemysłowca, a po jego śmierci w 1951 wyszła za mąż w 1961 za Karla Adolfa księcia von Auersperg.
Startując w reprezentacji Niemiec zdobyła brązowy medal w skoku wzwyż na mistrzostwach Europy w 1938 w Wiedniu, przegrywając jedynie z Węgierką Ibolyą Csák i Holenderką Nelly van Balen Blanken. Pierwotnie w konkursie zwyciężyła Dora Ratjen z Niemiec, lecz została zdyskwalifikowana, gdy wyszło na jaw, że jest mężczyzną. Zu Solms ustanowiła w tym konkursie swój rekord życiowy wynikiem 1,64 m, którego nie poprawiła do końca kariery.
Reprezentując Austrię zajęła 6. miejsce w skoku wzwyż na igrzyskach olimpijskich w 1952 w Helsinkach.
Była mistrzynią Niemiec w skoku wzwyż w 1939 oraz wicemistrzynią w 1938, 1940, 1941 i 1942, a także mistrzynią Austrii w tej konkurencji w 1948, 1951 i 1952.